# Domicije Aleksandar
Lucije Domicije Aleksandar (umro oko 311. godine), vjerojatno rođen u Frigiji.

## Životopis
Bio je vikar (carski namjesnik) u Africi, kada mu je car Maksencije naredio da pošalje svoga sina kao taoca u Rim. Domicije Aleksandar je to odbio i proglasio se za cara 308. godine.
Najbolji opis pobune Domicija Aleksandra daje Zosim. On piše da je Maksencije poslao svoju sliku u Afriku, da bi ta provincija potvrdila svoju vjernost. Vojska se tome odupirala, zato što su vojnici još uvijek bili vjerni Galeriju. Maksencije je onda naredio Domiciju Aleksandru, upravniku Afrike da pošalje svog sina kao taoca u Rim, što je ovaj odbio i zatim se pobunio.
Možda je Zosim pomješao Maksencijevog oca Maksimijana i Galerija. Ako je to točno, događaji su iz 308. godine.
U vrijeme ustanka, Domicije Aleksandar je bio star čovek, a držao je, pored Afrike, i Sardiniju. Maksencije je poslao svoju vojsku protiv Aleksandra, koji je bio zarobljen i ubijen. Njegove trupe nisu pružile pravi otpor. 
Maksencije je oduzeo svu imovinu pristalicama Domicija Aleksandra. Vjerojatno je ustanak ugušen 311. godine.

## Vanjske poveznice
|  | Zajednički poslužitelj ima još gradiva o temi Domicije Aleksandar |